# Burg Raka
Die Burg Raka (slowenisch: Grad Raka, deutsch: Burg Arch) ist eine Burg im heutigen Stadtteil Raka (deutsch: Archsburg) von Krško (deutsch: Gurkfeld) in Slowenien; früher zur Krain gehörend.

## Geschichte

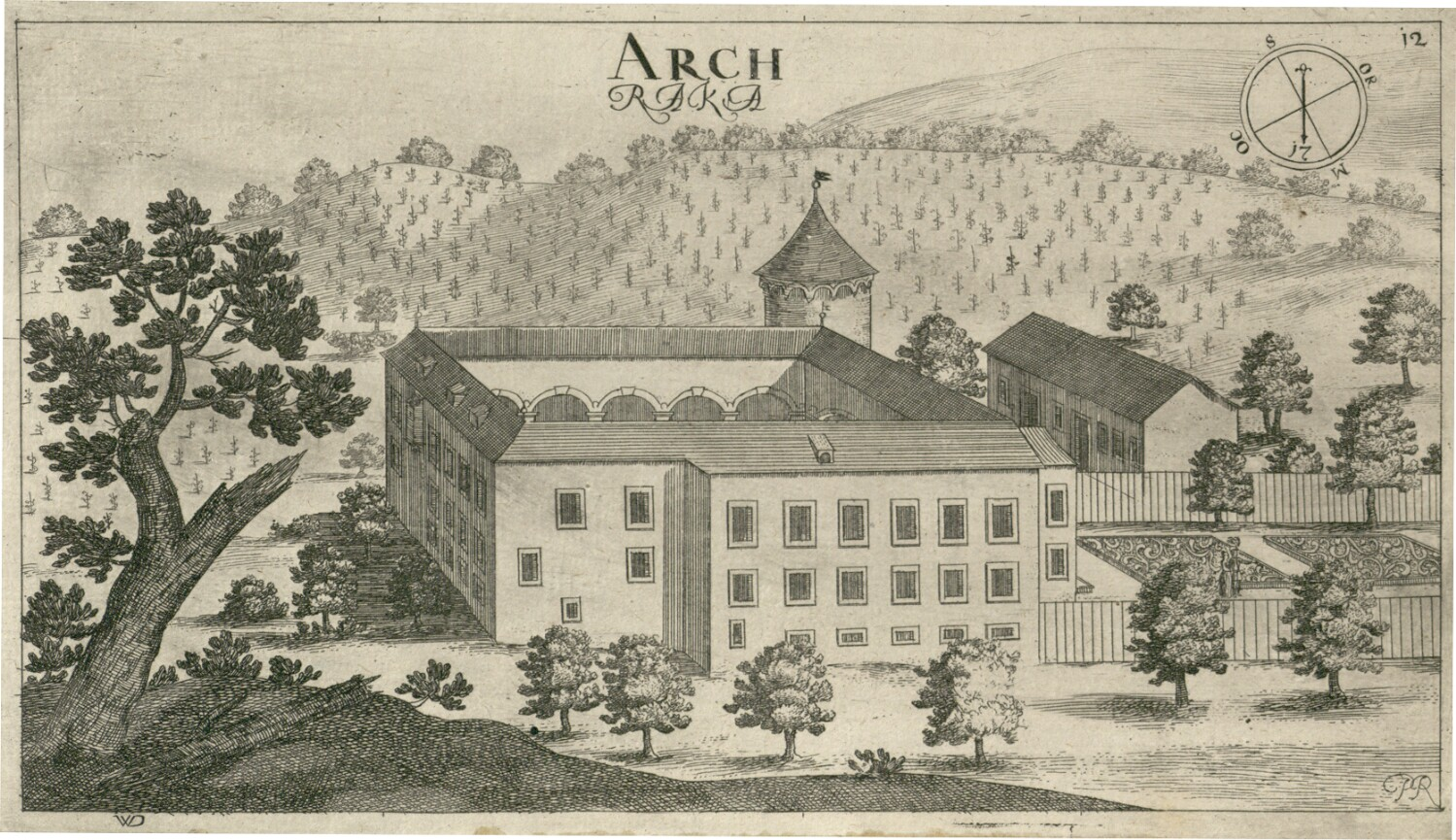
Burg Arch (Raka), Valvasor 1679

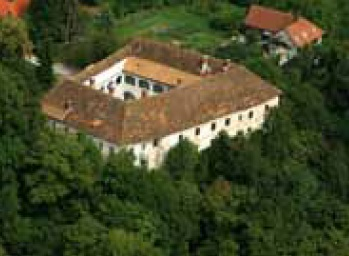
Burg Raka

Die Burg ist in historischen Dokumenten von 1161 und ausdrücklich 1279 erwähnt. Spätestens in der zweiten Hälfte des 12. Jahrhunderts wurde sie von den Grafen von Bogen gebaut, danach erbten sie die Grafen von Andechs, später war sie im Besitz der Spanheimer Herzöge. Die Archer-Ritter verwalteten die Burg seit 1248 bis zu ihrem Aussterben Ende des 15. Jahrhunderts. Im Jahr 1501 hat Leonhard Herič aus Kompolje bei Blagovica, Verwandter der Archer, die Burg an den Ritter Jurij Scheyer verkauft, im Jahr 1515 haben aufständische Bauern die Burg überfallen und ausgeraubt. 1525 vergab Erzherzog Karl die Burg mit Land in Fehde an Janez Baltazar pl. Wernegkh, Anfang des 17. Jahrhunderts waren die von Ruessenstein Miteigentümer. Im 17. Jahrhundert waren die Besitzer der Burg die Herren Wernischek, die später die Burg an die Familie Kajzelj verkauften, die unterhalb der Burg Treibbeete und einen Teich einrichteten, in dem sie Krebse züchteten. Während der Jahre 1784 und 1825 rettete Franz Karl Baron Haller von Hallerstein mit seiner Anwesenheit die alte Burg vor dem Verfall und gab ihr eine neue  Gestalt. Er gestaltete den neuen Garten und baute ein  Wirtschaftsgebäude. Der nächste Besitzer der Burg war Felix Edler von Lenck, der Besitzer des Gebäudes Ende des 19. Jahrhunderts war. Nach der Hochzeit mit einer Amerikanerin ließ Edler von Lenck im Ort eine Säge errichten, Weinberge bepflanzen und ließ in die Burg eine Wasserleitung von der nahe gelegenen Quelle verlegen.
Seit Dezember 2014 hat die Burg einen neuen Besitzer, dieser wird die Burg renovieren, laut Planung ab August 2015, und ein Museum eröffnen. Die Burg Raka ist für Besucher geschlossen.

## Gebäude

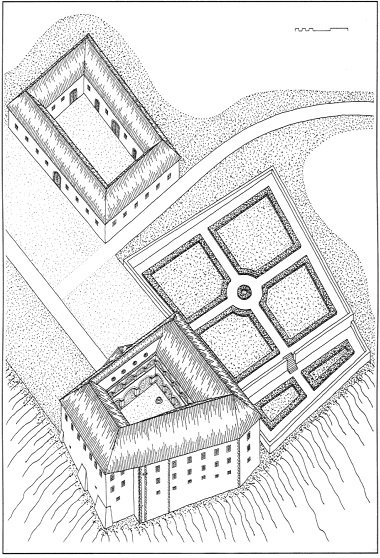
Aufsicht

Die Burg wurde als einstöckiges Viertraktgebäude mit Unterkellerung konzipiert. Sie hat eine elfachsige Fassade auf der Nordseite und eine achtachsige seitliche Fassade auf der linken bzw. Ostseite. Westlich und südlich ist die Burg von einem Wald, von Gebüsch umgeben, sie kann aber auf einem engen Weg umgangen werden. Das mächtige, klassizistische Steinportal führt auf den Arkadenhof.
Das Erdgeschoss hatte in der jüngsten Vergangenheit vor allem eine wirtschaftliche Funktion. Im hohen Erdgeschoss des Westtrakts befanden sich ein Getreidespeicher und ein Vorratsspeicher, mit Kammern im Boden für die Aufbewahrung von Feldprodukten, unter der Holzdecke mit einer Reihe von Trägerbalken wurden Produkte, Ernteerträge aufgehängt. Über die breite Steintreppe in der Mitte des östlichen Trakts gelangt man vom Bogenflur in die erste Etage. Hier befinden sich Zimmer, einige sind abgetrennt, die Böden sind aus Holz. Im zentralen Teil des südlichen Trakts befindet sich eine flachdeckige Halle. Das Parkett ist in barocker Tradition gefertigt. Aus der unteren Etage führt ein Außenaufzug für Essenstransport aus der Küche zu den Zimmern.
Der Verteilerraum für das Essen ist interessant, erhalten geblieben sind ein kleiner Einbauschrank und eine Trennwand, das Verteilerpult mit Schränken. Dieser Raum ist größer als die anderen Zimmer, aber nicht zentral gelegen. Er verbindet den südlichen mit dem westlichen Trakt, durch welchen man zu den einzigen offenen Arkaden im Norden, wo sich nur der Durchgang befindet, gelangt. Am Dachboden ist das originale Pflaster noch erhalten.

## Kulturdenkmal
Während des Zweiten Weltkriegs wurde die Burg zu einem militärischen Stützpunkt. Die Burg Raka erscheint erneut als Sitz der Gemeinde in den Jahren 1952 bis 1961. Im Jahr 1948 siedelten sich in der Burg die aus ihrem Wohnsitz vertriebenen Barmherzigen Schwestern an und verließen sie wieder im Jahr 1998.

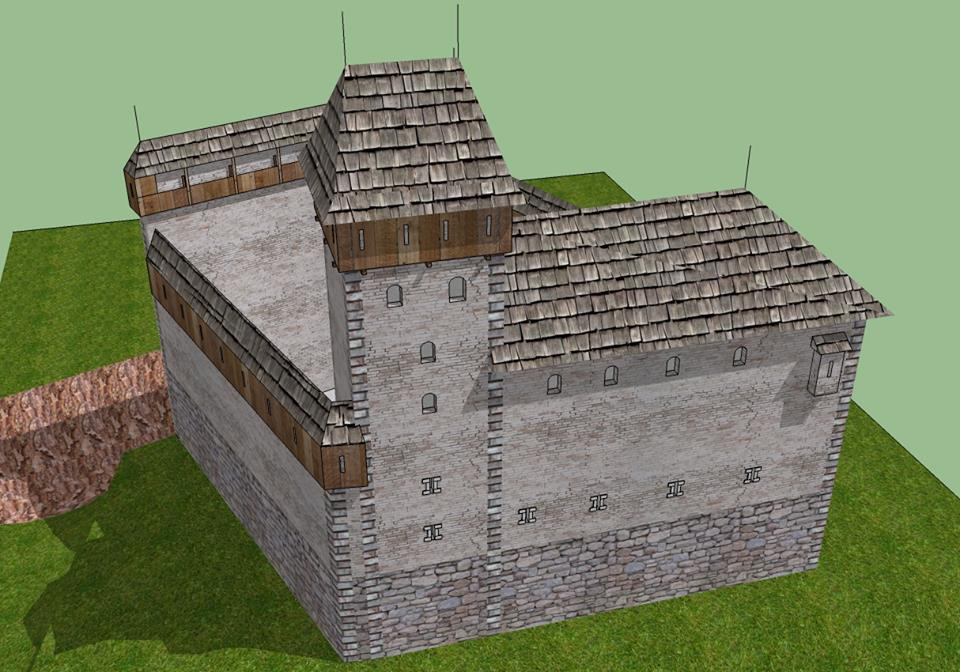
Rekonstruktion (13. Jhdt.)
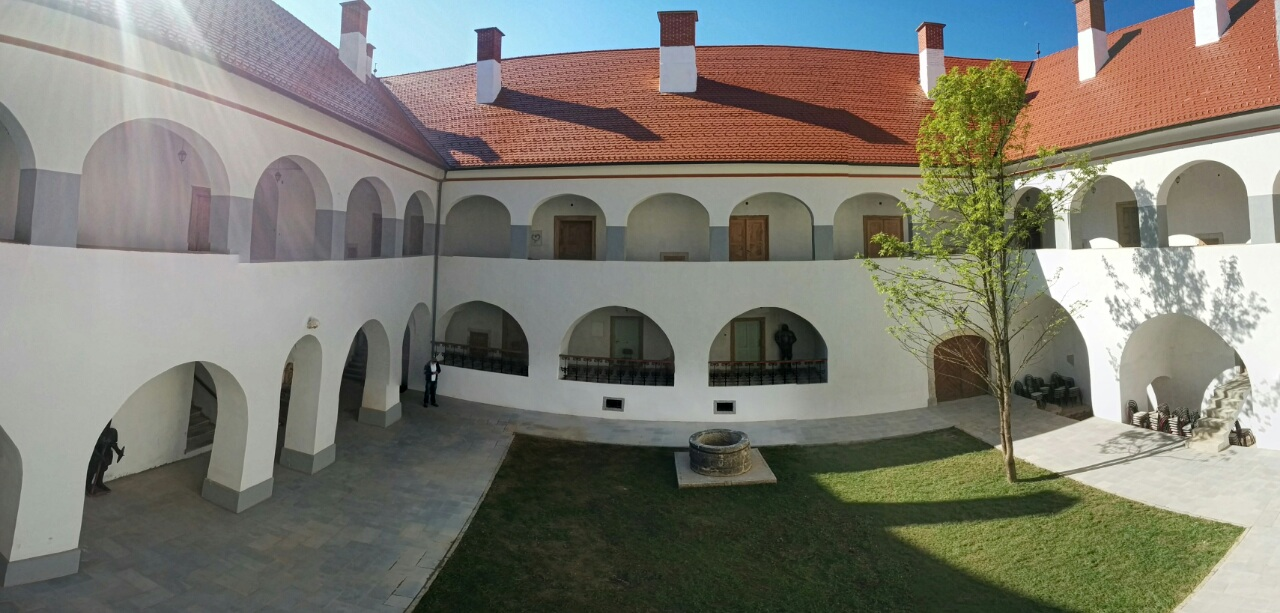
Innenhof
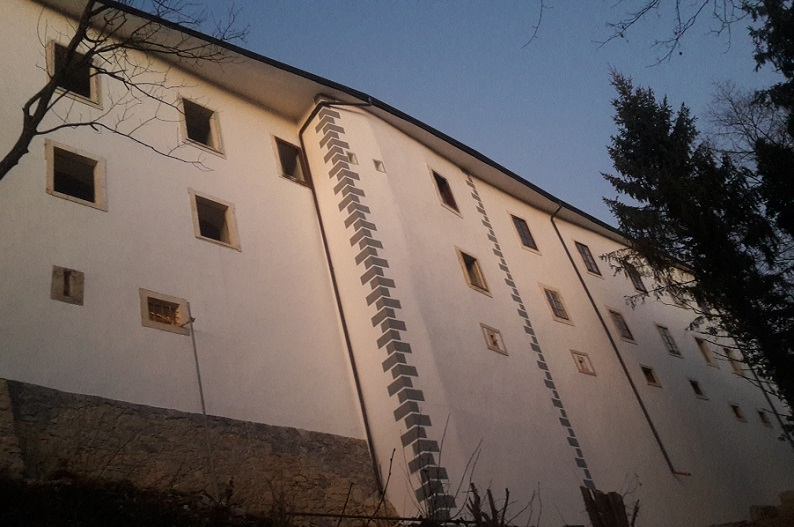
Fassade
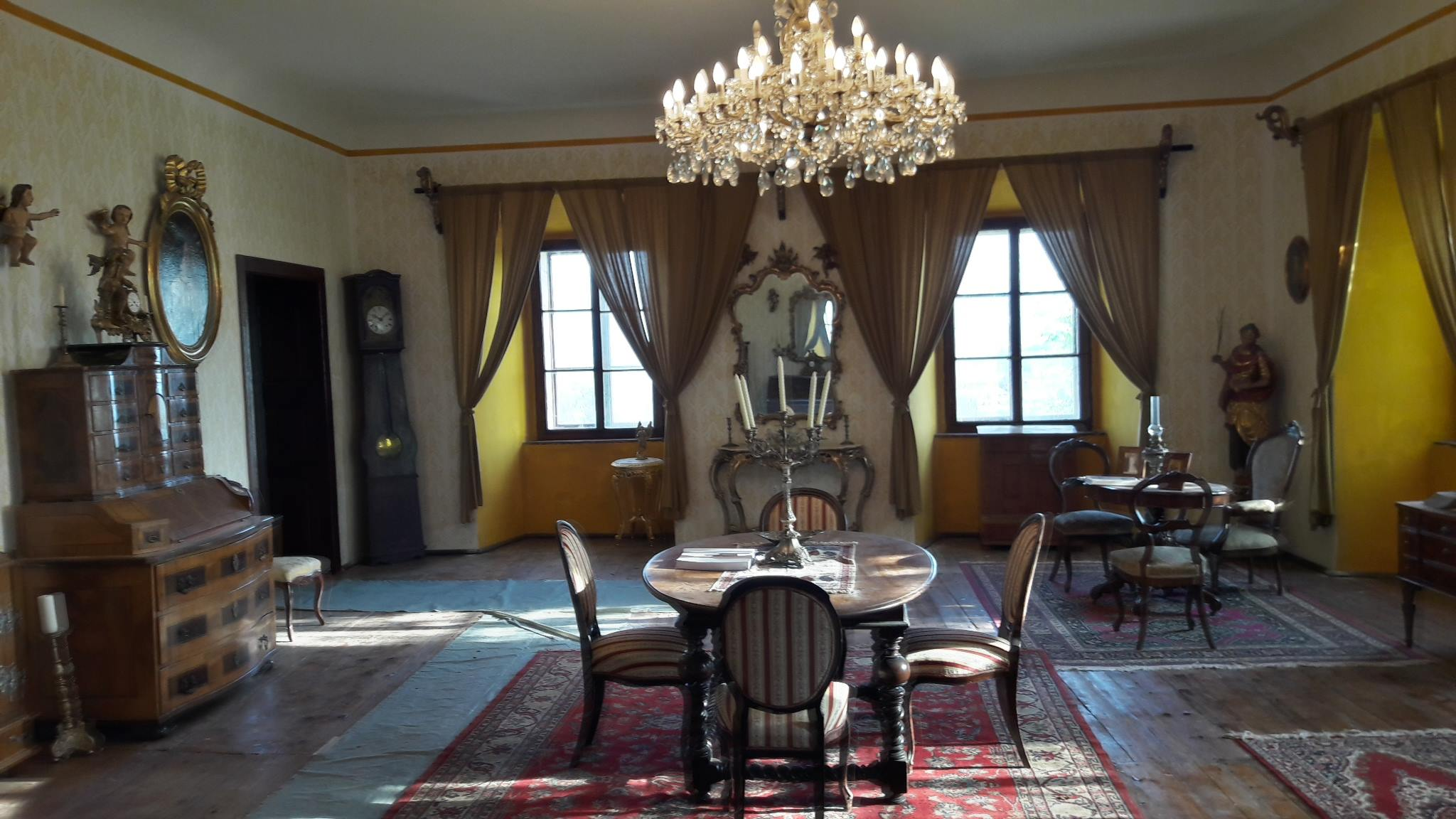
Zimmer
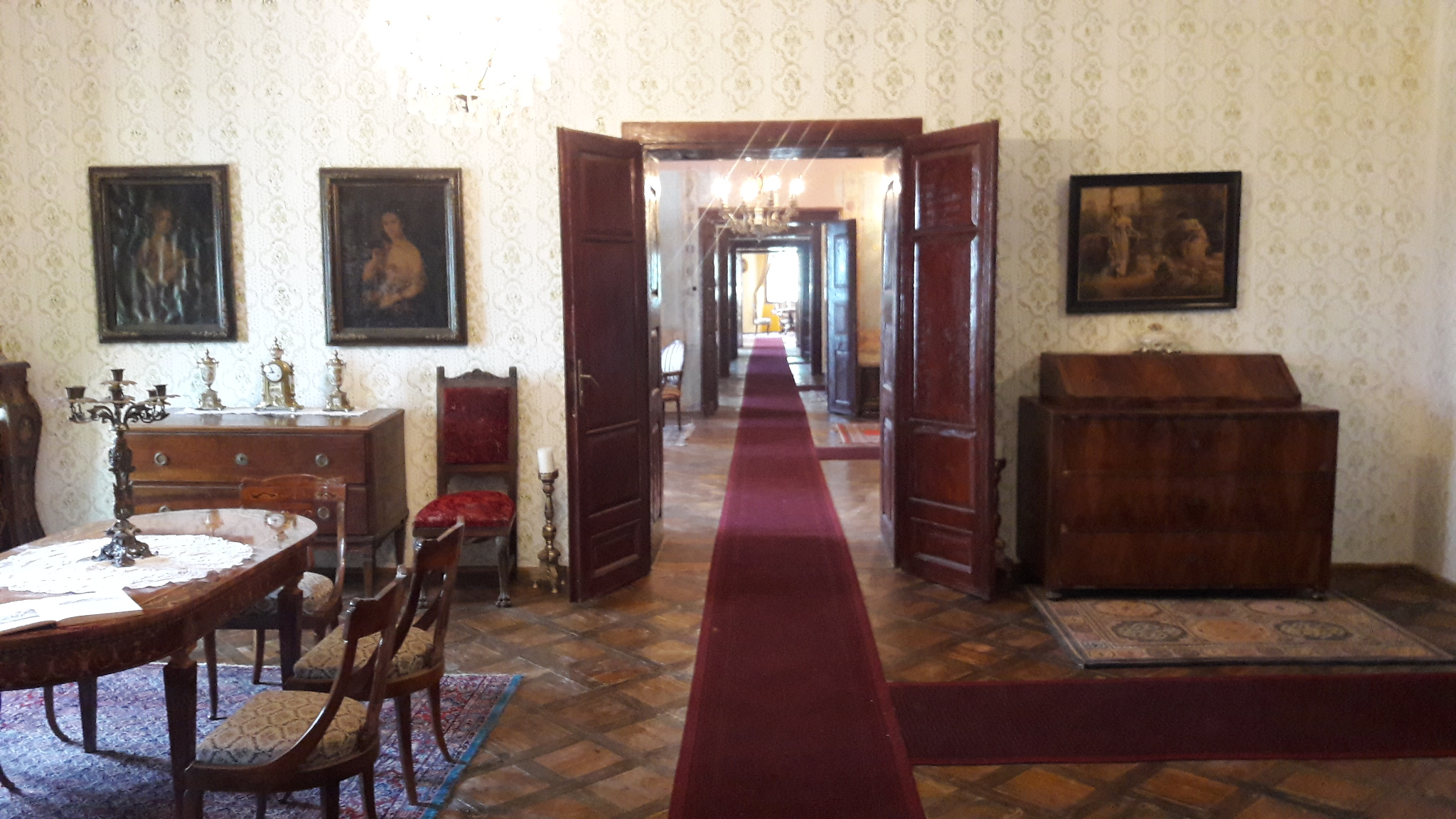
Zimmerflucht
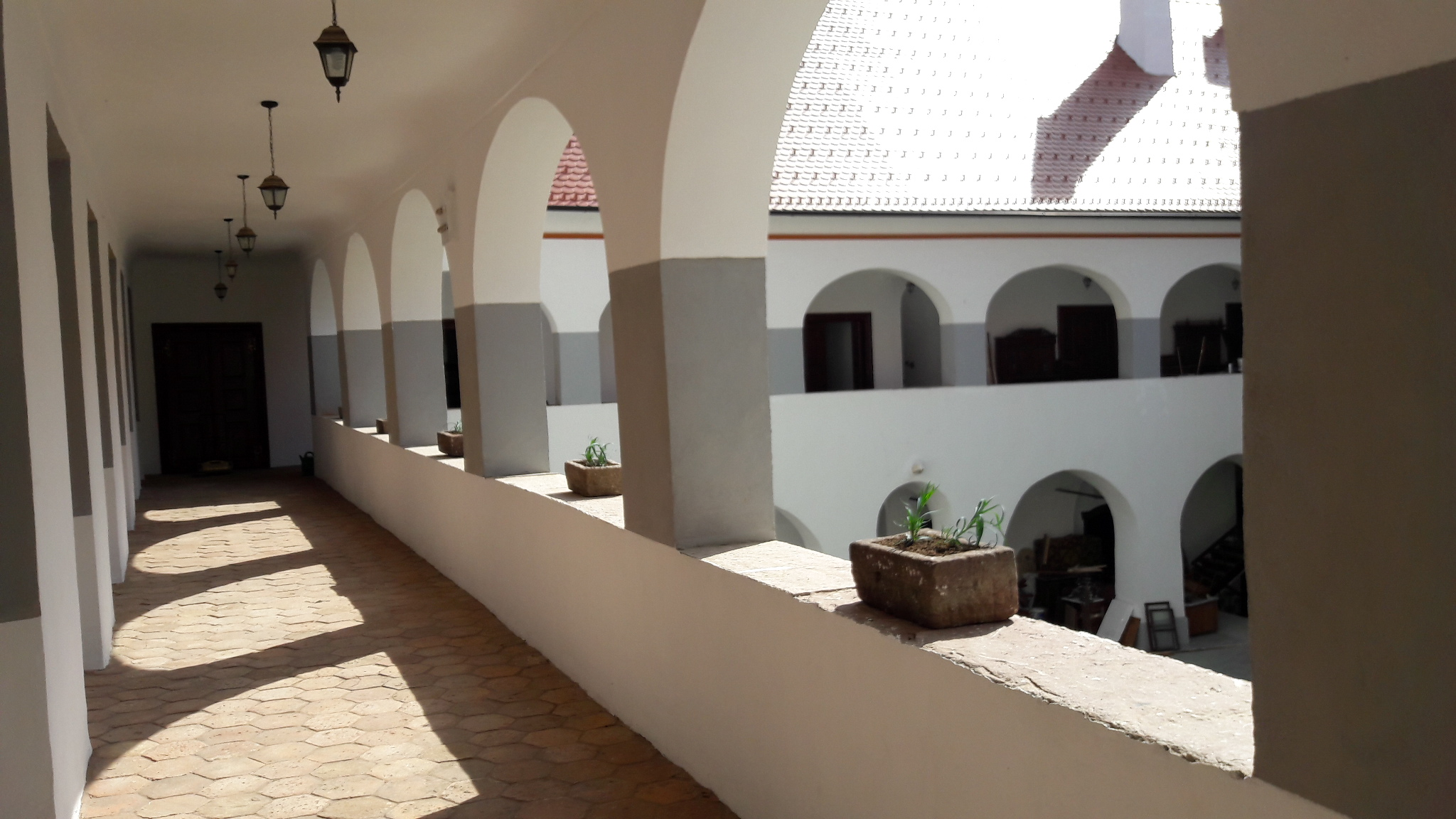
Arkaden